# Argentré-du-Plessis
Argentré-du-Plessis är en kommun i departementet Ille-et-Vilaine i regionen Bretagne i nordvästra Frankrike. Kommunen ligger i kantonen Argentré-du-Plessis som tillhör arrondissementet Fougères-Vitré. År 2022 hade Argentré-du-Plessis 4 591 invånare.

## Befolkningsutveckling
Antalet invånare i kommunen Argentré-du-Plessis
Referens:INSEE